# 小行星10733
小行星10733（10733 Georgesand）是一颗绕太阳运转的小行星，为主小行星带小行星。该小行星于1988年2月11日发现。

## 轨道参数
小行星10733的轨道半长轴为2.9046253 UA，离心率为0.084。